# شالیمار (فلوریدا)
شالیمار (به انگلیسی: Shalimar) شهری در شهرستان اوکالوسا ایالت فلوریدا است که در سال ۱۹۴۷ بنیان‌گذاری شده‌است. این شهر طبق سرشماری سال ۲۰۱۰ میلادی، ۷۲۳ نفر جمعیت داشته و مساحت آن نیز ۰٫۸ کیلومتر مربع است.